# Рене Фор
Рене́ Поль Нані́н Фор (фр. Renee Paule Nanine Faure); 4 листопада 1918, Париж, Франція — 2 травня 2005, Кламар, О-де-Сен, Франція) — французька акторка театру та кіно.

## Біографія
Рене Фор народилася 4 листопада 1918 року в Парижі в сім'ї директора шпиталю Ларібуазьєр. Після навчання акторській майстерності у Рене Симона та Андре Бруно пройшла вступний іспит у «Комеді Франсез», де почала працювати 15 липня 1937, та 1 січня 1942 року стала сосьєтеркою театру. Грала у різножанрових постановках, від легкої комедії до трагедії, за творами Софокла, Расіна, Шекспіра (Антігона, Джульєтта, Дездемона), А. П. Чехова (Соня в «Дяді Вані»), А. де Мюссе (Ельвіра та Маріанна в «Дон Хуані») та ін. 30 грудня 1964 року Рене Фор пішла з «Комеді Франсез».
У 1941 році Рене Фор дебютувала в кіно у стрічці «Убивство Діда Мороза», першому французькому фільмі виробництва німецької фірми Continental. Фільм, в якому молода акторка грає доньку героя Гаррі Бора, поставив Крістіан-Жак, з яким вона одружилася в 1947 році. До розлучення в 1953 році пара спільно працювала ще над трьома кінострічками.
Рене Фор знімалася також у фільмах таких режисерів, як Робер Брессон, Жиль Гранж'є, Луї Дакен, Жорж Лакомб, Анрі Верней, Жан Деланнуа, Бертран Таверньє, Робер Енріко, Едуар Молінаро, Клод Міллер та ін., зігравши за час своєї кінокар'єри у понад 80 кіно-, телефільмах та серіалах.
У 1953 році Рене Фор входила до складу міжнародного журі 6-го Каннського міжнародного кінофестивалю, очолюваного Жаном Кокто.
Рене Фор померла у віці 86 років 2 травня 2005 року в Кламарі, департамент О-де-Сен у Франції, від ускладнень після операції. Похована на кладовищі Медона (О-де-Сен).

## Фільмографія
| Рік       |    | Українська назва                               | Оригінальна назва                                   | Роль                  |
| --------- | -- | ---------------------------------------------- | --------------------------------------------------- | --------------------- |
| 1941      | ф  | Убивство Діда Мороза                           | L'assassinat du Père Noël                           | Катрін Корнюсс        |
| 1941      | ф  | Чарівний принц                                 | Le prince charmant                                  | Розіна                |
| 1943      | ф  | Дівчата вночі                                  | Des jeunes filles dans la nuit                      | мадемуазель Барфльор  |
| 1943      | ф  | Ангели гріха                                   | Les anges du péché                                  | Анн-Марі Ламаурі      |
| 1944      | ф  | Бажання Беатріс                                | Béatrice devant le désir                            | Беатріс               |
| 1945      | ф  | Франсуа Війон                                  | François Villon                                     | Катрін Ваусельс       |
| 1945      | ф  | Заклинання                                     | Sortilèges                                          | Катрін Фабре          |
| 1947      | ф  | Велика зоря                                    | La grande aurora                                    | Анна Ґамба            |
| 1947      | ф  | Потік                                          | Torrents                                            | Сігрід                |
| 1947      | ф  | Пармська обитель                               | La Chartreuse de Parme                              | Клелія Конті          |
| 1948      | ф  | Тінь                                           | L'ombre                                             | Деніз Фурньє          |
| 1950      | ф  | Ми любимо лише один раз                        | On n'aime qu'une fois                               | Данієль де Болестак   |
| 1952      | ф  | Прекрасні створіння                            | Adorables créatures                                 | Аліса                 |
| 1953      | ф  | Королівська марка                              | Koenigsmark                                         | Мелісін де Графендрід |
| 1954      | ф  | Распутін                                       | Raspoutine                                          | Віра                  |
| 1955      | ф  | Милий друг                                     | Bel Ami                                             | Мадлен Форестьє       |
| 1956      | ф  | Кров у голову                                  | Le sang à la tête                                   | мадемуазель           |
| 1958—1996 | с  | За останні п'ять хвилин                        | Les cinq dernières minutes                          | Марі Гоген            |
| 1958      | ф  | Білий вантаж                                   | Cargaison blanche                                   | мадам Плойт           |
| 1959      | ф  | Вулиця Прері                                   | Rue des Prairies                                    | Ме Сурвілль           |
| 1960—1968 | с  | Молодіжний театр                               | Le théâtre de la jeunesse                           | Роза                  |
| 1961      | ф  | Президент                                      | Le président                                        | мадемуазель Міллерен  |
| 1965      | тф | Смуток і слава                                 | La misère et la gloire                              | мадемуазель Марс      |
| 1966—1986 | с  | У театрі сьогодні ввечері                      | Au théâtre ce soir                                  | Леонора               |
| 1966      | ф  | Султани                                        | Les Sultans                                         | Одетта Мессаджі       |
| 1970      | тф | Озеро Ланселот                                 | Lancelot du lac                                     | Беранжера             |
| 1973      | с  | Велике кохання Бальзака                        | Wielka milosc Balzaka                               | матір Бальзака        |
| 1974      | тф | Мадам Боварі                                   | Madame Bovary                                       | мадам Боварі, мати    |
| 1975—1990 | с  | Сінема 16                                      | Cinéma 16                                           |                       |
| 1976      | ф  | Суддя і вбивця                                 | Le juge et l'assassin                               | мадам Руссо           |
| 1977      | тф | Глухий племінник                               | Un neveu silencieux                                 | мадам Верр'єр         |
| 1977      | тф | Корабельна аварія Монте-Крісто                 | Le naufrage de Monte-Cristo                         | мадемуазель Вержі     |
| 1980      | тф | Похорон Месьє Буве                             | L'enterrement de Monsieur Bouvet                    | мадам Ле              |
| 1980      | с  | Таємниці Парижа                                | Les mystères de Paris                               | ерцгерцогиня          |
| 1980      | с  | Авіапоштою, доставка кур'єром                  | L'aéropostale, courrier du ciel                     | мадам Латекуер        |
| 1981      | тф | Суботній роман: Спогади двох молодого подружжя | Le roman du samedi: Mémoires de deux jeunes mariées |                       |
| 1981      | тф | Чорний ангел                                   | L'ange noir                                         | начальниця            |
| 1981      | тф | Втеча у Венецію                                | Une fugue à Venise                                  |                       |
| 1981      | тф | Антуан і Джулі                                 | Antoine et Julie                                    | мадам Траво           |
| 1983      | с  | Життя Берліоза                                 | La vie de Berlioz                                   | Естель                |
| 1985      | ф  | Кохання потайки                                | L'amour en douce                                    | тітка Тереза          |
| 1988      | тф | Алея в місячному світлі                        | La ruelle au clair de lune                          | мати                  |
| 1988      | ф  | Маленька злодійка                              | La petite voleuse                                   | мати Бусато           |
| 1989      | с  | Великі сім'ї                                   | Les grandes familles                                | Джульєтта з Моннері   |
| 1989      | с  | Великі зміни                                   | La grande cabriole                                  |                       |
| 1990      | ф  | Деде                                           | Dédé                                                | бабуся                |
| 1991      | с  | Мегре                                          | Maigret                                             | мадам Серр            |
| 1992      | ф  | Зі швидкістю кінського галопу                  | À la vitesse d'un cheval au galop                   | Одетта Курсель        |
| 1992      | тф | Міс Москва                                     | Miss Moscou                                         |                       |
| 1992      | тф | Покинута жінка                                 | La femme abandonnée                                 | маркіза де Ванкур     |
| 1992      | ф  | Невідомий в будинку                            | L'inconnu dans la maison                            | Фін                   |
| 1993      | тф | Почуття                                        | Senso                                               | маркіза               |
| 1996      | с  | Жінка честі                                    | Une femme d'honneur                                 | Мадлен Шварц          |
| 1997      | ф  | В іноземній державі                            | Nel profondo paese straniero                        | Євгенія               |